# Murrumbidgee Shire Council

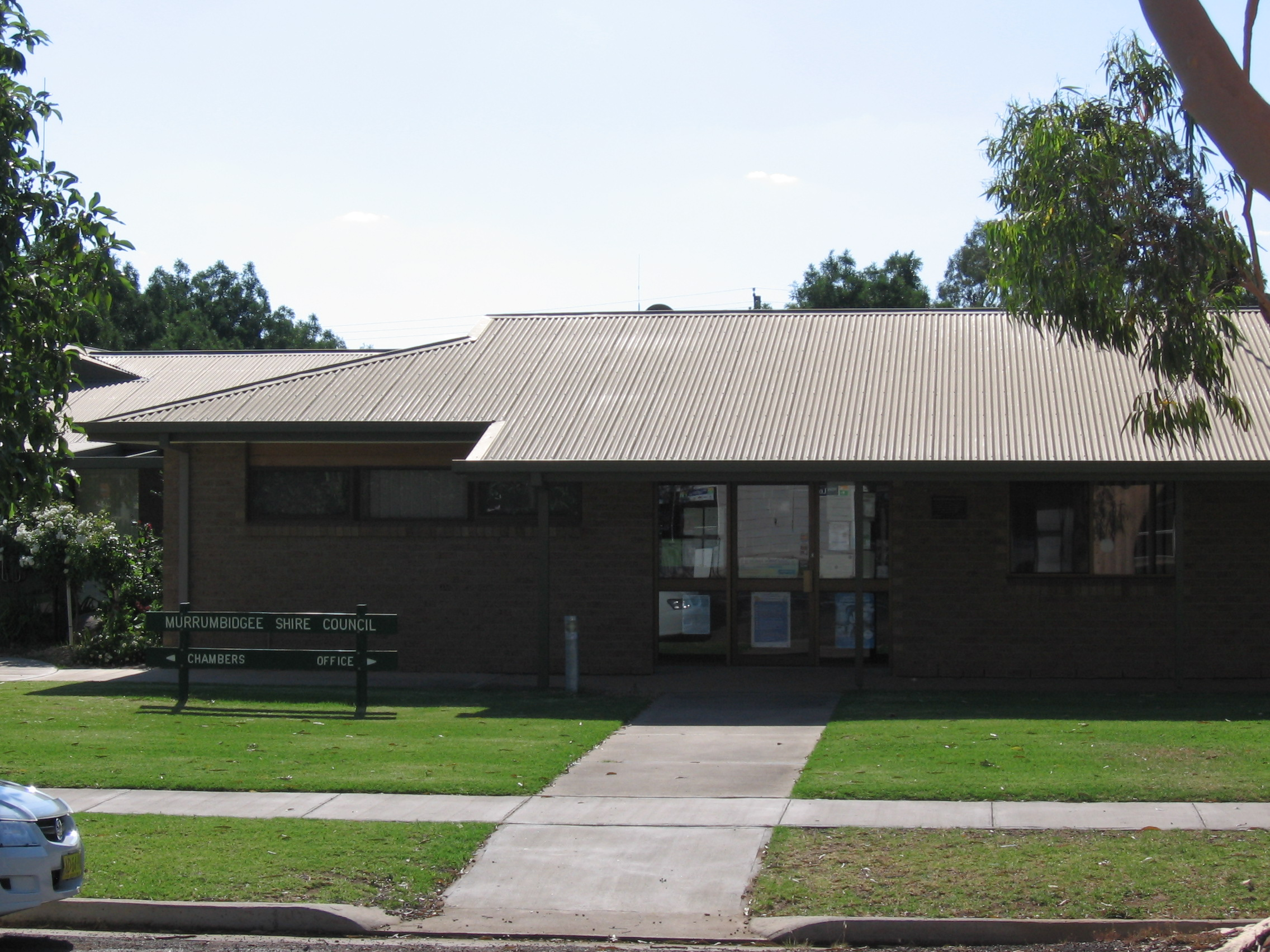
Murrumbidgee Shire Office

Murrumbidgee Shire Council is een Local Government Area (LGA) in de Australische deelstaat New South Wales. Murrumbidgee Shire Council telt 2.502 inwoners. De hoofdplaats is Darlington Point.